# Polka
Polka er en pardans i 2/4-takt.
Den findes i store dele af Europa og er i Danmark formentlig indført fra Tyskland.
I dansk tradition kendes adskillige former. Her skal blot nævnes:
- Rheinlænderpolka
- Rundtenompolka
- Galop

En ældre form kaldes ofte hamborger. Den danses i en mere underdelt rytme med fire slag i hver takt.
Polka og hamborger indgår tillige som element i adskillige traditionelle danse, der bruges til folkedans og gammeldans. Eksempler herpå er Hamborger sekstur, Totur fra Vejle og Lotte gik.
Skønt den sproglige oprindelse af ordene formentlig er den samme, må polka ikke forveksles med polska, der er en svensk/norsk dans i 3/4-takt, eller med det gammeldanske ord pols.

## Kunstnere
- Slavko Avsenik
- Eddie Blazonczyk, The Versatones
- Brave Combo, Texas, alternativ, dobbelt Grammy Award-vinder
- The Bravery[1]
- Tom Brusky - Wisconsin[2]
- The Chardon Polka Band, Ohio
- Walter Dana polka promoter og grundlægger af Dana Records
- Eläkeläiset
- Myron Floren
- FreezeDried
- Global Kryner, østrigsk band/pop/jazz/polka
- Romy Gosz
- Walt Groller
- Happy Louie and Julcia's Polka Band
- Walter Jagiello - Li'l Wally
- The Knewz
- Harold Loeffelmacher, Dutchman/Oompah
- Loituma
- Walter Ostanek, Canada, tredobbelt Grammy Award-vinder, Slovensk-canadisk
- Polka Floyd
- Polkacide, San Francisco punk-polka band
- POLKAHOLIX (Berlin Speed Polka) (Germany)
- The Mike Schneider Polka Band, Slovensk polkaband fra  Milwaukee[2] (Webside ikke længere tilgængelig)
- Six Fat Dutchmen
- Walt Solek, the "Clown Prince of Polka"
- Jimmy Sturr, USA vinder af 18 Grammy Award for Best Polka Album
- Those Darn Accordions
- Lawrence Welk, South Dakota
- Whoopee John Wilfahrt
- Fritz's Polka Band
- "Weird Al" Yankovic (alle hans studiealbummer med undtagelse af debutalbummet og "Even Worse" har polkamedley af populærmusik)[3]
- Frankie Yankovic, Slovenian-American[4]